# 愛・地球博ボランティアセンター

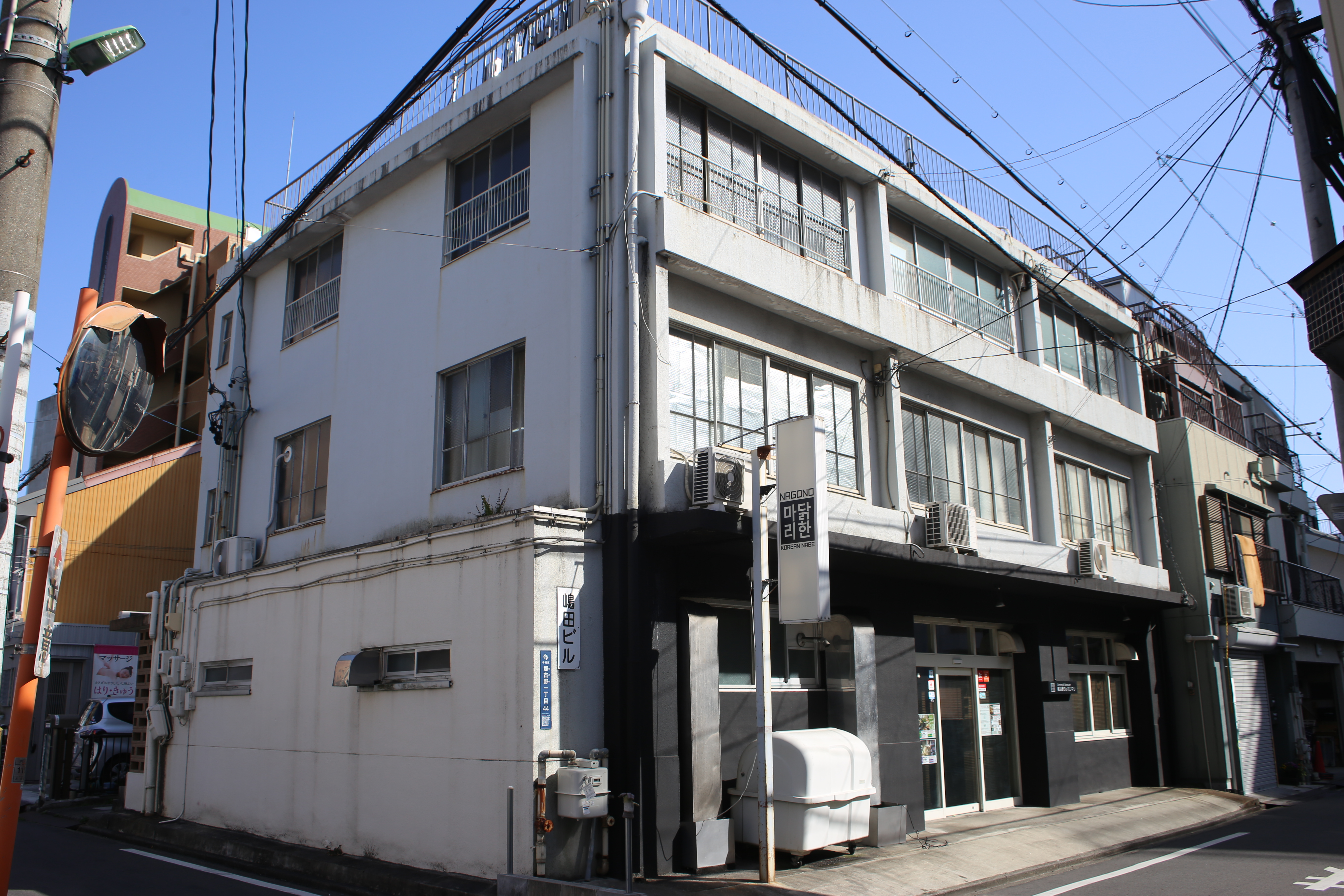
嶋田ビル（2022年4月）

愛・地球博ボランティアセンター（あい・ちきゅうはくぼらんてぃあせんたー）とは、2005年日本国際博覧会において、これまでの万博初の「市民参加型万博」の考えを発信し、だれもが参加できるボランティアの素晴らしさなどを理念として、民間で2002年に設立された団体。
2006年には、継承活動を中心に今後も活動を存続するため特定非営利活動法人を設立し、今も理念継承事業などを中心に活動を続けている。

## 主な活動内容

### 博覧会開催中
- 会場内での案内
- 車いすやベビーカーなどの貸出対応
- ゴミ分別案内
- エコガイド　など

※参加者総数：30,083名、延べ参加人数：108,485人

### 現在
- 愛・地球博記念公園、EXPOエコマネーセンターなどでのボランティア活動
- 全国一斉1日ボランティアデー（Make a CHANGE Day）の開催
- ボランティアプログラム開催
- 会員グループによるボランティア活動
  - モリゾー・キッコロおもちゃ病院
  - モリゾー・キッコロ紙芝居クラブ
  - モリコロパソコンサロン
  - ゆうゆう木工クラブ（木工クラフト体験教室）
  - 森林を守るバナナくらぶ（バナナ繊維による紙すき体験）
  - NPOわくわくFRIEND'S（ボディペイント＆エコクラフト体験）
  - 万博瀬戸ボラせんの会（瀬戸万博記念公園でのボランティア活動）
  - やろまいか！愛・地クリーンアップ！！（愛・地球博記念公園周辺道路での清掃活動）
  - 愛・地球博ボランティアセンター春日井支部（春日井地区でのボランティア活動支援）
  - 愛・地球博ボランティアセンター作楽っ子（クラフト体験等プログラムの実施）　など
- イベントでのボランティア運営のサポート業務（主催者等からの依頼を受けたものや事業の一部に関わったものを含む）
  - 愛・地球博記念公園県民参加植樹祭（2006年10月22日）　延べ参加人数：617人
  - モリコロパークウォークラリー（2007年3月25日～5月6日）　延べ参加人数：893人
  - 第16回全国ボランティアフェスティバルあいち・なごや・名古屋ブロック（2007年9月22日・9月23日）　延べ参加人数：273人
  - サラゴサ国際博覧会　市民参加パビリオンコミュニケーター（2008年7月14日～7月27日）　延べ参加人数：60人
  - エンジン01文化戦略会議オープンカレッジ inなごや（2008年11月7日～11月9日）　延べ参加人数：135人
  - あいちトリエンナーレプレイベント展 （2009年8月8日～9月23日、10月10日～11月15日）　延べ参加人数：876人
  - 2010年上海国際博覧会　日本人ボランティア（2010年7月24日～8月5日、8月7日～8月19日）　参加者数：77名
  - あいちトリエンナーレ2010（2010年8月21日～10月31日）　登録者数1,289名、延べ参加人数：7,029人
  - 生物多様性条約第10回締約国会議（COP10）（2010年10月7日～10月29日）　登録者数：1,027名、延べ参加人数：2,597人
  - マラソンフェスティバル ナゴヤ・愛知（2012年～）
  - あいちトリエンナーレ2013（2013年8月10日～10月27日）
  - アクティブシニア・フェア2009（2009年4月9日～4月12日）　延べ参加人数：200人
  - アクティブシニア・フェア2010（2010年4月9日～4月12日）　延べ参加人数：220人
  - NAGOYA UNDOUKAI（名古屋商工会議所と共催　2008年度～）

## 課題
これまで博覧会理念継承活動をする際に、2005年日本国際博覧会協会から協力を得て活動していたが、その博覧会協会が解散し、継承イベント等を開くにもボランティアセンターが、開催費等を共催などをしなければほぼ全て負担しなければならなくなった。また会員数の減少なども重なり、今後の財政面が課題である。